# San Caprasio
San Caprasio és una església a Santa Creu de la Serós (Província d'Osca, Espanya) construïda entorn de 1020-1030 com a parròquia del petit nucli de Santa Creu, proper al Monestir de Sant Joan de la Penya. Tipològicament pertany al grup de monuments del primer terç del segle xi atribuïts a tallers itinerants de mestres llombards (romànic llombard).
És una església de nau única de dos trams coberts amb voltes d'aresta i un reduït presbiteri cobert amb volta de canó, que antecedeix a un absis semicircular cobert per volta de quart d'esfera. En l'hemicicle absidal s'obren dues petites exedres laterals.
La sobrietat de l'interior es veu alleugerida en l'exterior per la utilització de lesenes i arquets llombards, fins i tot en el front occidental, on s'obre la portada d'ingrés, que confereixen als murs un major joc volumètric i lumínic.
La fàbrica és de carreu de mitja grandària, tallat a maça i col·locat a soga, aparell habitual del sistema constructiu llombard, que aquí també està present en l'ús de la proporció dupla, que dota a l'edifici d'una gran harmonia.
Sobre el presbiteri s'aixeca una torre de planta quadrada i cos únic amb finestres geminades en tres dels seus fronts, que va ser construïda ja al segle xii.